# Francisco de Paula Oliveira Borges
Francisco de Paula Oliveira Borges ou Chico Borges (Guaratinguetá, 1845 — Guaratinguetá, 13 de julho de 1919) foi um advogado, magistrado e político brasileiro.

## Biografia
Décimo primeiro filho de Francisco de Assis e Oliveira Borges, visconde de Guaratinguetá. Seu pai foi chefe do Partido Conservador em São Paulo, grande cafeicultor e um dos homens mais ricos do Brasil na sua época.
Estudou direito na Academia de São Paulo, tendo como colegas de turma Castro Alves, Aureliano Coutinho, Joaquim Nabuco, Afonso Pena e Rui Barbosa. Formado em 1869, no ano seguinte era nomeado promotor público de sua cidade natal. Porém, em seguida, ingressa na magistratura do Império, tendo exercido o cargo de juiz na Corte e nas comarcas de Queluz e Resende.
Foi deputado à Assembléia Legislativa, eleito para a décima quinta legislatura, de 1872 a 1875.
Foi presidente da província da Paraíba, de 10 de outubro de 1887 a 22 de junho de 1888. Nessa ocasião recebeu a comenda da Ordem de Cristo.
Com o advento da República, por lealdade ao Imperador, deixou a magistratura, ficando em disponibilidade até sua aposentadoria.
Voltou a residir em Guaratinguetá. Em sua cidade natal, já aposentado, foi provedor da Santa Casa de Misericórdia, presidente de Sociedade Humanitária São Vicente de Paulo, diretor presidente da Cia. Ferro Carril de Guaratinguetá e advogado no foro local.
Foi genro de José Antônio Pimenta Bueno, Marquês de São Vicente, deputado, desembargador, ministro de estado, presidente de Mato Grosso e Rio Grande do Sul e, principalmente, um dos mais notáveis juristas brasileiros.